# Ploiești
Ploiești és la tercera ciutat més grossa de la regió de Muntènia a Romania. És la capital de la província de Prahova.
Segons el cens de població de 2011 tenia 209.945 habitants. Ploiești té un cert encant pels parcs i esglésies que té, però és un nucli totalment industrial. És a la vegada el segon focus industrial de Romania i un dels més importants d'Europa.
És coneguda també per ser la capital de la beguda nacional romanesa Țuica, un licor de cirera que pot arribar a tenir una graduació de 70% d'alcohol. També se'n fa de préssec i de pruna. Hi dominen la indústria petroliera, la de materials per a la construcció i l'automobilística.
El primer document que fa referència de Ploiești data de 1413, «Capitanie a Ploiestiul». El 1593 el voivoda (príncep) Miquel el Valent (1558-1601) li va acordar els drets de ciutat.
Durant la segona guerra mundial, el 1943 la ciutat va ser bombardejada pels americans en l'operació Tidal Wave, ja que hi havia les fonts de petroli més importants per abastir el Tercer Reich nazi alemany, al qual Romania s'havia aliat. El 34% dels jueus de la ciutat, que representaven el 5% de la població. Pertanyien majoritàriament a la classe mitjana: comerçants, metges, independents, banquers o treballadors a la indústria. Formaven un segment important de la població. A més d'altres represàlies per part del govern feixista de l'estat, l'amenaça de sabotatge va ser la raó «oficial» per deportar molts jueus, 1.172 van ser internats al camp de Teiș (Dâmbovița), molts d'ells van acabar al camp de Găești. El 1941, la propietat jueva va ser nacionalitzada. Al moment de l'operació Tidal Wave quedaven encara 1.200 jueus a la ciutat, i a la fi de la guerra només en quedaven 760.

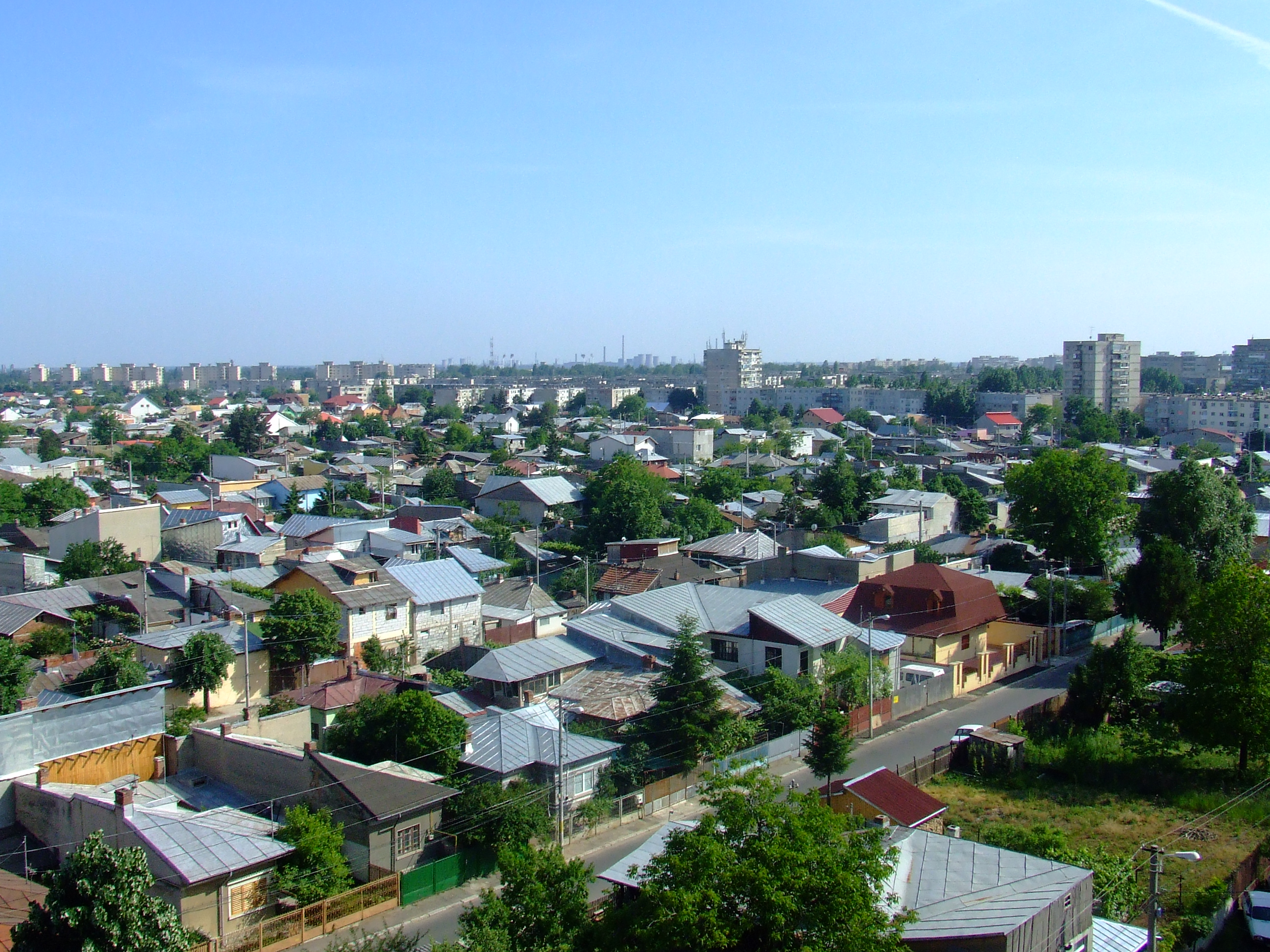
Vista aèria